# Propafénone
La propafénone, est une substance active utilisée en médecine et en pharmacie, vendue entre autres sous le nom de marque Rythmol.

## Usage médical
Est un médicament utilisé pour traiter les tachyarythmies supraventriculaires et ventriculaires. L'utilisation à long terme n'est généralement pas recommandée. Il est pris par voie orale.

## Effets secondaires
Les effets secondaires courants comprennent les nausées, les étourdissements, les maux de tête, la vision trouble, l'essoufflement et les problèmes hépatiques, d'autres effets secondaires peuvent inclure l'insuffisance cardiaque, d'autres arythmies et un faible taux de globules blancs. L'utilisation n'est pas recommandée chez les personnes atteintes d'une cardiopathie structurelle ou d'une cardiopathie ischémique. C'est un médicament anti-arythmique de classe 1c.

## Histoire
La propafénone est approuvée pour un usage médical aux États-Unis en 1989. Elle est disponible en tant que médicament générique. Au Royaume-Uni, une dose typique coûte au NHS environ 7 livres sterling par mois. Aux États-Unis, ce montant est de 15 dollars américains par mois. Une formulation à action prolongée est également disponible.